# Граф, Кристоф
Кристоф Граф (нем. Christoph Graf; род. 5 сентября 1961, Пфаффнау, Швейцария) — 35-й командир Папской Швейцарской Гвардии с 7 февраля 2015 года. Имеет чин полковника гвардии.

## Биография
Кристоф Граф родился 5 сентября 1961 года в Пфаффнау, кантон Люцерн. Один из девяти детей в семье. Первоначально работал в Швейцарской почте.
Граф поступил на службу в Швейцарскую гвардию в 1987 году. В августе 1999 года его повысили до сержанта, а затем в 2000 году его повысили до фельдфебеля, поста, на котором он оставался до апреля 2009 года, когда его повысили до второго капитана. И он был инструктором для новобранцев.
В октябре 2010 года он был назначен подполковником и заместителем начальника Швейцарской гвардии, где он играл роль начальника штаба и первого советника командира. Граф один из немногих карьерных офицеров в гвардии.
В конце 2014 года было объявлено, что Даниэль Анриг оставит должность командира Швейцарской гвардии после семи лет службы. 7 февраля 2015 года Папа римский Франциск назначил Кристофа Графа новым командиром Папской швейцарской гвардии.
Граф женат и имеет двоих детей и его семья живёт в Пфаффнау.

## Разное
- Кристоф Граф в парадной форме Командира Папской гвардии.